# Happy Valley (serie de televisión)
Happy Valley es una serie de televisión británica de crimen y drama transmitida desde el 29 de abril de 2014 por la cadena BBC One.
En octubre de 2021, se anunció la producción de una tercera y última temporada cuyo rodaje debía comenzar a principios de 2022.

## Historia
Durante la primera temporada Catherine Cawood, una sargento de la policía en Yorkshire del Oeste, intenta recuperarse del suicidio de su hija. Sin embargo, justo cuando parece estar de vuelta a su vida se encuentra con Tommy Lee Royce, el hombre que ella cree responsable de la brutal violación de su hija, a quien dejó embarazada y cuyas acciones la llevaron al suicidio. Pronto, Catherine se obsesiona con encontrar a Royce, sin saber que él junto a Lewis Whippey estaban involucrados en el secuestro de Ann Gallagher (la hija de exitoso empresario Nevison Gallagher), después de que Kevin Weatherill creara un plan para secuestrar a Ann para vengarse de su padre por no haberle dado un aumento y el criminal Ashley Cowgill lo ayudara a orquestar el plan. Sin embargo las cosas comienzan a salirse de control cuando los criminales intentan ocultar sus acciones.

## Personajes

### Personajes principales
| Actor            | Personaje                   | Ocupación                                   | N.º de episodios | Duración        |
| ---------------- | --------------------------- | ------------------------------------------- | ---------------- | --------------- |
| Sarah Lancashire | Sgt. Catherine Cawood       | Sargento de la Policía                      | 12               | 2014 - presente |
| James Norton     | Tommy Lee Royce             | Violador/Feminicida/Asesino de Mujeres      | 12               | 2014 - presente |
| Charlie Murphy   | Ann Gallagher               | Oficial de Policía de Apoyo de la Comunidad | 12               | 2014 - presente |
| Siobhan Finneran | Clare Cartwright            | Hermana de Catherine                        | 12               | 2014 - presente |
| Karl Davies      | Daniel Cawood               | Hijo de Catherine                           | 9                | 2014 - presente |
| George Costigan  | Nevison Gallagher           | Empresario                                  | 9                | 2014 - presente |
| Kevin Doyle      | Det. Sgt. John Wadsworth    | Detective Sargento                          | 6                | 2016 - presente |
| Vincent Franklin | Det. Sup. Andy Shepherd     | Detective Superintendente de HMIT           | 6                | 2016 - presente |
| Katherine Kelly  | Det. Insp. Jodie Shackleton | Detective Inspectora de HMIT                | 6                | 2016 - presente |
| Matthew Lewis    | Sean Balmforth              | Empleado de Nevison                         | 5                | 2016 - presente |
| Con O’Neill      | Neil Ackroyd                | Empleado de la Tienda                       | 5                | 2016 - presente |

### Personajes recurrentes
| Actor              | Personaje         | Ocupación                                          | N.º de episodios | Duración        |
| ------------------ | ----------------- | -------------------------------------------------- | ---------------- | --------------- |
| Shane Zaza         | Shafiq Shah       | Oficial de la Policía                              | 12               | 2014 - presente |
| Rhys Connah        | Ryan Cawood       | Hijo de Tommy y Nieto de Catherine                 | 12               | 2014 - presente |
| Ishia Bennison     | Joyce             | Trabajadora de la Policía                          | 11               | 2014 - presente |
| Rick Warden        | Insp. Mike Taylor | Inspector de la Policía                            | 9                | 2014 - presente |
| Shirley Henderson  | Frances Drummond  | Maestra de Ryan / Admiradora de Tommy              | 6                | 2016 - presente |
| Julie Hesmondhalgh | Amanda Wadsworth  | Esposa de John (separados)                         | 6                | 2016 - presente |
| James Senneck      | Ben Wadsworth     | Hijo de John y Amanda                              | 6                | 2016 - presente |
| Madison Brown      | Amber Wadsworth   | Hija de John y Amanda                              | 6                | 2016 - presente |
| Felix Johnson      | Jack Wadsworth    | Hijo de John y Amanda                              | 5                | 2016 - presente |
| Mete Dursun        | Gorkem Tekeli     | Oficial de la Policía                              | 5                | 2016 - presente |
| Chris Michael-Hall | "Sledge"          | Oficial de la Policía                              | 4                | 2016 - presente |
| Robert Emms        | Daryl Garrs       | Agricultor                                         | 4                | 2016 - presente |
| Ramon Tikaram      | Praveen Badal     | Comandante de la Policía del Distrito de Yorkshire | 3                | 2014 - presente |
| Susan Lynch        | Alison Garrs      | Madre de Daryl                                     | 3                | 2016 - presente |

### Antiguos personajes principales
| Actor           | Personaje        | Ocupación                                      | Episodios | Duración    | Estado | Causa                                            |
| --------------- | ---------------- | ---------------------------------------------- | --------- | ----------- | ------ | ------------------------------------------------ |
| Jill Baker      | Helen Gallagher  | Esposa de Nevison                              | 7         | 2014 - 2016 | Muerta | -                                                |
| Steve Pemberton | Kevin Weatherill | Contador / Criminal                            | 6         | 2014        | Vivo   | arrestado por sus crímenes.                      |
| Joe Armstrong   | Ashley Cowgill   | Promotor Inmobiliario / Traficante de Drogas   | 6         | 2014        | Muerto | asesinado a tiros antes de entrar en protección. |
| Adam Long       | Lewis Whippey    | Criminal / Empleado de Ashley                  | 6         | 2014        | Muerto | asesinado a puñaladas por Tommy.                 |
| Derek Riddell   | Richard Cawood   | exesposo de Catherine                          | 6         | 2014        | -      | -                                                |
| Julia Ford      | Jenny Weatherill | Esposa de Kevin                                | 5         | 2014        | -      | -                                                |
| Sophie Rundle   | Kirsten McAskill | Oficial de la Policía / Protegida de Catherine | 3         | 2014        | Muerta | asesinada por Tommy.                             |

### Antiguos personajes recurrentes
| Actor                | Personaje                | Ocupación                                        | Episodios | Duración | Estado | Causa      |
| -------------------- | ------------------------ | ------------------------------------------------ | --------- | -------- | ------ | ---------- |
| Craig Thomas Lambert | David Loyd               | Oficial de la Policía                            | 5         | 2014     | -      | -          |
| Amer Nazir           | Twiggy                   | Oficial de la Policía                            | 4         | 2014     | -      | -          |
| Kelly Harrison       | Ros Cawood               | Esposa de Richard                                | 4         | 2014     | -      | -          |
| Hannah John-Kamen    | Justine                  | P.A. de Nevison                                  | 4         | 2014     | -      | -          |
| Alan McKenna         | Det. Supt. Phil Crabtree | Detective Superintendente de la Agencia Nacional | 3         | 2014     | -      | -          |
| Amelia Bullmore      | Victoria "Vicky" Fleming | Amante de John                                   | 3         | 2016     | Muerta | asesinada  |
| Mina Anwar           | Mrs Mukherjee            | Maestra                                          | 3         | 2014     | -      | -          |
| Rachel Leskovac      | Julie Mulligan           | Esposa de Ashley                                 | 3         | 2014     | -      | -          |
| Adam Nagaitis        | Brett McKendrick         | Amigo de Lewis                                   | 3         | 2014     | -      | -          |
| Elly Colvin          | Becky Cawood             | -                                                | 2         | 2014     | Muerta | se suicidó |
| Amelia Young         | Lucy Cawood              | -                                                | 2         | 2014     | -      | -          |
| Caroline O'Neill     | Lynn Dewhurst            | Acompañante                                      | 1         | 2014     | Muerta | asesinada  |

## Episodios
- La primera temporada estuvo conformada por 6 episodios y fue transmitida del 29 de abril del 2014 hasta el 3 de junio del 2014.
- Mientras que la segunda temporada también estará conformada por 6 episodios y será transmitida del 9 de febrero de 2016 hasta el 15 de marzo del mismo año.
- La tercera temporada también cuenta con 6 episodios de 60' aproximadamente, empezando el día 3 de enero de 2023 y emitiendo un capítulo a la semana.

## Premios y nominaciones
| Año  | Categoría                                                            | Premio                    | Nominado (a)                                   | Resultado |
| ---- | -------------------------------------------------------------------- | ------------------------- | ---------------------------------------------- | --------- |
| 2016 | Best Drama Series                                                    | Rose D’Or Award           | Happy Valley                                   | pendiente |
| 2015 | Best Drama Series                                                    | BAFTA TV Award            | Happy Valley                                   | Ganó      |
| 2015 | Best Supporting Actor                                                | BAFTA TV Award            | James Norton                                   | Nominado  |
| 2015 | Best Leading Actress                                                 | BAFTA TV Award            | Sarah Lancashire                               | Nominada  |
| 2015 | TV Series and Serials                                                | Golden FIPA Award         | Sally Wainwright, Euros Lyn y Tim Fywell       | Ganaron   |
| 2015 | Best European Drama TV Series                                        | Golden Nymph Award        | Red Production Company                         | Ganó      |
| 2015 | Outstanding Actress in a Drama TV Series                             | Golden Nymph Award        | Happy Valley                                   | Ganó      |
| 2015 | Outstanding Drama Performance                                        | National Television Award | Sarah Lancashire                               | Nominada  |
| 2014 | Best Supporting Actor                                                | Dagger Award              | James Norton                                   | Ganó      |
| 2014 | Best TV Drama, Serial or Season                                      | Dagger Award              | Happy Valley                                   | Ganó      |
| 2014 | Best Leading Actor                                                   | Dagger Award              | Steve Pemberton                                | Nominado  |
| 2014 | Best Leading Actress                                                 | Dagger Award              | Sarah Lancashire                               | Nominada  |
| 2014 | Best Actress in a Miniseries or a Motion Picture Made for Television | Satellite Award           | Sarah Lancashire                               | Nominada  |
| 2014 | Best Miniseries Made for Television                                  | Satellite Award           | Happy Valley                                   | Nominado  |
| 2014 | Best Actress                                                         | TV Quick Award            | Sarah Lancashire, BBC y Red Production Company | Nominados |
| 2014 | Best New Drama                                                       | TV Quick Award            | BBC y Red Production Company                   | Nominados |

## Producción
El 22 de noviembre del 2012 Ben Stephenson anunció que había comisionado una nueva serie con el nombre "Happy Valley", el programa fue escrito por Sally Wainwright, producido por Karen Lewis, dirigido por Euros Lyn, Wainwright y Tim Fywell, y en la producción ejecutiva contó con la participación de Nicola Shindler, Wainwright y Matthew Read. El nombre "Happy Valley", es cómo la policía de Calder Valley llama al área debido a su problema de drogas.
Las filmaciones de la primera temporada de la serie comenzaron en The Calder Valley en noviembre del 2013, algunas de las locaciones incluyen Halifax, Sowerby Bridge, Hebden Bridge, Mytholmroyd, Heptonstall y Todmorden. Una antigua estación de policía de Yorkshire del Oeste fue utilizada para grabar algunas escenas y filmaciones adicionales fueron hechas en los estudios North Light Film en Brookes Mill, Huddersfield.
El 18 de agosto del 2014 se anunció que la serie había sido comisionada para una segunda temporada, las filmaciones comenzaron en agosto del 2015 y el primer episodio fue estrenado el 9 de febrero del 2016. La segunda temporada contó con la participación en la producción de Juliet Charlesworth y fue estrenada el 9 de febrero de 2016.

### Emisión en otros países
| País           | Cadenas | Fecha de inicio      | Fecha de finalización |
| -------------- | ------- | -------------------- | --------------------- |
| Canadá         | Netflix | 20 de agosto de 2014 | -                     |
| Estados Unidos | Netflix | 20 de agosto de 2014 | -                     |
| España         | 8TV     | 3 de abril de 2017   | -                     |